# Umetnostna galerija Maribor
Umetnostna galerija je osrednja ustanova muzejsko-galerijskega tipa v Mariboru. Ustanovljena je bila leta 1954. Od takrat deluje v Strossmayerjevi ulici 6. Galerijska stalna zbirka obsega 2300 slikarskih in kiparskih del. Impresionizem je predstavljen s tremi odličnimi deli Riharda Jakopiča.
Tik pred 2. svetovno vojno je živel in deloval v Mariboru Zoran Muhič, na Ptuju pa France Mihelič, o čemer pričajo tudi njuna zgodnja dela v galerijski zbirki. 
Četrta generacija in Neodvisni so prinesli v slovensko umetnost nov odnos do izrazito formalnih vprašanj likovnega jezika. Njihov, še bolj pa  Mušičev vpliv je čutiti v delih Karla Jiraka in Maksa Kavčiča. 
V petdesetih, predvsem pa v šestdesetih letih se je v Mariboru vidno razmahnilo likovno življenje, ne nazadnje tudi po zaslugi Umetnostne galerije. Na Ptuju sta živela in delovala Janez Mežan in Jan Oeltjen z ženo Elso Kasimir, kasneje se jim je pridružil še Albin Lugarič. Slikar Rudolf Kotnik in kipar Slavko Tihec pomenita s svojimi informelnimi likovnimi izhodišči pomembno zarezo v slovenski likovni umetnosti. Dela iz njunega opusa so brez dvoma dragocena obogatitev galerijske zbirke. 
V sedemdesetih letih so se pričevali v Mariboru in njegovem širšem zaledju uveljavljati številni mladi ustvarjalci. Opazni so naglasi pop-arta, številnih modernih realističnih izhodišč, ekspresivne figuralike, konceptualizma, nove podobe in različnih individualnih avtorskih poetik ter likovnih izrazov sodobnega časa. 
Z donatorsko pomočjo je Umetnostna galerija Maribor odkupila videoprojekte uveljavljenih domačih avtorjev in s tem postavila temelje prvi zbirki slovenske videoprodukcije.